# RV Baía Farta
Le RV Baía Farta  est un navire océanographique et de pêche du ministère de la pêche en Angola.

## Histoire
Le gouvernement angolais a fait appel à l'architecte naval norvégien Shipsteknisk pour la conception d'un nouveau navire de recherche halieutique pour le ministère de la pêche en juin 2016. C'est le chantier naval du Damen Group chantier naval de Galați en Roumanie qui a réalisé sa construction dès juillet 2016 et la société norvégienne Kongsberg Gruppen pour la fourniture technologique.
Le nouveau navire de recherche peut effectuer la surveillance des ressources halieutiques, les enquêtes océanographiques et environnementales, les enquêtes sur les écosystèmes, la cartographie des habitats de fond, le chalutage pélagique, l’échantillonnage des eaux, les enquêtes avec les échosondeurs à un ou plusieurs faisceaux, récupération et remorquage d'urgence. Son bruit à bord et sous l'eau a été réduit pour minimiser celui-ci lors des analyses scientifiques. Il bénéficie aussi d'un système de positionnement dynamique, d'un écho-sondeur SIMRAD pour les études bathymétriques

### Note et référence
1. ↑  Baía Farta-Shipsteknisk
2. ↑  Baia Farta - Kongsberg Groupe
3. ↑  écho-sondeur SIMRAD